# Ignaz Neumark
Ignaz Neumark, ook Ignace Neumark (Plock, 27 juli 1888 - Den Haag, 9 februari 1959), was een Pools-Nederlands dirigent en pianist.
Hij was zoon van Rudolf Neumark en Sabine Ciechanowiecke, Hijzelf trouwde in 1946 met barones Anna Maria Virginia Tindal Leyds, zij was eerder getrouwd met George August Tindal uit het geslacht Tindal, die een functie bekleedde bij de Nederlandse Omroep (adjunct secretaris). Tijdens het huwelijk was onder meer Maurice Chevalier aanwezig. Hij liet zich in 1951 tot Nederlander naturaliseren.. Hij werd begraven op Oud Eik en Duinen.
Neumark kreeg zijn opleiding aan de conservatoria van Leipzig en Warschau. Onder zijn leermeesters was Arthur Nikisch de belangrijkste. Na zijn conservatoriumtijd werkte hij als dirigent in Polen en Duitsland, onder andere het hoftheater un Karlsruhe. In 1919 werd hij samen met onder meer Johan Halvorsen chef-dirigent van het nieuwe Filharmonisch Orkest van Oslo. Eerder had hij al voor het orkest van het Nationaal Theater gestaan. Hij had daarvoor ook optredens verzorgd als pianist, onder meer met de Noorse zangeres Cally Monrad. Ignaz Neumark bleef twee jaar chef van het nieuwe orkest. In 1921 kwam hij naar Nederland, waar hij samen met Georg Schnéevoigt een van de  dirigenten werd van de zomerconcerten die het Residentie Orkest in het Kurhaus in Scheveningen gaf; Neumark hield dat tot de Tweede Wereldoorlog vol. In de periode 1927 tot 1946 leidde hij viermaal het Concertgebouworkest. In 1940 leidde hij het Palestijns Orkest, de in 1936 opgerichte voorloper van het Israëlisch Philharmonisch Orkest, tijdens een tournee door Egypte, waar het orkest concerten gaf in Caïro en Alexandrië, met oprichter Bronisław Huberman als solist. Tijdens de oorlog verbleef hij voor langere periode in de Verenigde Staten en leidde daar een aantal opnamen van muziek bij Poolse propagandafilms.
Na de oorlog keerde hij naar Nederland terug en herstelde de Kurhausconcerten, die hij zou dirigeren tot zijn pensionering in 1953, al zou hij er af en toe nog dirigeren tot 1958. Naast zijn directies bij het Residentie Orkest was hij te gast bij talrijke orkesten in binnen- en buitenland, waaronder het Radio Philharmonisch Orkest (1947).  Hij zou net in 1959 deelnemen aan festiviteiten van het Oslo Filharmonisch (40-jarig bestaan), toen hij in Ziekenhuis Zuidwal overleed.
In de jaren vijftig maakte hij een aantal grammofoonopnamen met het Utrechts Symfonie Orkest (onder de naam "Netherlands Philharmonic Orchestra"), onder meer met werk van Franz Schubert, Ludwig van Beethoven en Richard Strauss voor het van oorsprong Amerikaanse platenlabel Musical Masterpiece Society.
Hij was ridder in de Orde van Oranje-Nassau en de Orde Polonia Restituta.
- Virtual International Authority File: 311342361